# 白城リサ
白城 リサ（しろき りさ、1998年9月29日 - ）は、日本のAV女優。クローネ所属。

## 経歴
2020年3月、SODクリエイト専属女優としてAVデビュー。
2020年11月より専属を離れ企画単体女優となる。
2021年3月22日、東京・三軒茶屋グレープフルーツムーンで歌手として初ライブを行った。同年10月7日、事務所退所を報告。
2022年12月5日週FANZA動画フロアランキングにおいて、出演した『もはや神袋！かぐや姫Ptの人気作品厳選したからとりあえずこれ買っとけば間違いなしコレクション32時間』（かぐや姫Pt/妄想族）が1位を記録。

## 人物
愛知県出身。
趣味は少女マンガ、特技はヘアメイク。
AVライターの豆あきは特徴を「スレンダー貧乳＋小顔（という見た目の）子供っぽさとツンデレな言動演技力」を記述している。
同じくAVライターのくろがね阿礼は「2020年デビュー組では数少ないスキニーロリ体型女優」、「即戦力新人」と筆致した。

## 出演作品

### アダルトDVD
2020年
- 問題:本物アイドル(私)はスケベでしょうか? 白城リサ SOD専属 AVデビュー（3月12日、SODクリエイト）
- 理性ブッ壊れキメセク 媚薬で覚醒したスレンダー女子●生（4月9日、SODクリエイト）
- 青春汁まみれ みずみずしくフレッシュな身体から汁、汗、潮、精子が弾け飛ぶ! どっぴゅん12発!! 本物アイドル!! 白城リサ（5月8日、SODクリエイト）
- ね〜っとり舐められ接吻（8月13日、SODクリエイト）
- 桃色かぞく VOL.17 童貞お兄ちゃんの為にSEXの練習をして100日目になりました。（9月10日、SODクリエイト）[6]
- 騎乗位でハメ倒したチ○ポをフェラして即マ○コ挿入を繰り返すPtoM学園（10月8日、SODクリエイト）
- 「世界を敵に回しても先生は私が守ってあげる」 教え子に中出し妊娠を迫られる不倫で狂った愛の日常 ＜第5章＞（11月12日、ひよこ）
- あどけない天使の顔をした最強小悪魔素人るかピョンから届いた投稿動画、本邦初公開。「若さの特権!可愛いんだから調子に乗って何が悪いの?」 SNSで釣った子飼いのオジさん共を小馬鹿に弄び、ハメ撮らせた極エロ映像。（12月12日、FIRST STAR）

2021年
- 「この見た目で”アヘ顔”ビッチって”あたおか”ですか?」 名門清楚系ペチャパイ炉利学生 のぞみ（1月1日、キチックス）※「のぞみ」名義
- ●学生声掛けマンション踊り場強制わいせつ（1月22日、I.B.WORKS）
- 「汚されたいの…変態にして…」 アイドル並みの制服娘が、学校帰りにパパと同年代のチ○ポと戯れてイキ狂う禁断ハメ撮り（1月25日、オーロラプロジェクト・アネックス）
- 奇跡の貧乳炉利っこが応募してきたので事務所総出でやばみざわしんご #アイドル志望 #騙し面接 #夢梨（1月27日、MERCURY）※「夢梨」名義
- 悪戯トイレ 痴漢テクでマ○コを濡らしたドM少女をホテルに連れ込みそのまま従順ハメ撮り（2月11日、ナチュラルハイ）
- 【個人撮影】 自宅でパパ活する魔性ちっぱい勃起乳首少女（2月13日、バルタン）
- 就活の履歴書で…長所の覧に「貧乳」と書いたら別室に呼び出されました。 白城リサ（2月25日、ダスッ！）
- 絶対にヤラせてくれない超真面目な彼女が修学旅行で同じ旅館に泊まってたウェーイwww系ヤリサー集団の餌食になった 白城リサ（5月19日、かぐや姫Pt/妄想族）
- どこでもフェラさせられちゃう素人娘たち 8 13人（6月19日、かぐや姫Pt/妄想族）
- 素人娘の全裸図鑑 19 今時の女の子11名が恥らいながら脱衣していく様子をじっくり撮影した、変態紳士のためのヘアヌードコレクション（9月14日、かぐや姫Pt/妄想族）
- 【個撮】どこでもフェラ 4 11人（9月21日、かぐや姫Pt/妄想族）
- 貧乳美少女の中出し課外授業（10月12日、K-Tribe）

2022年
- アナル舐めてもいいですか? 6 お尻で悶絶する素人娘10人（5月17日、かぐや姫Pt/妄想族）
- どこでもおしっこ! 素人娘の大放尿38人 スロー再生でじっくり鑑賞できるマニア向け映像 6（7月12日、かぐや姫Pt/妄想族）
- 素人ナンパでセンズリ鑑賞 13 見るだけでいいんです! だからちょっと僕のチ●ポ見てもらえませんか?（8月2日、かぐや姫Pt/妄想族）

### VR
2020年
- バカップルVR 元気で明るい可愛い彼女とめっちゃくちゃ楽しいイチャつきラブラブSEX（7月2日、SODクリエイト）
- 枕営業VR 何も知らされずにマネージャーに連れてこられたつるぺたアイドルを涙目になるほどヤリまくった リサちゃん 155cm（8月24日、SODクリエイト）
- 本番禁止のJ○リフレ店で裏オプ交渉!絶対ダメと拒む黒髪J○を感じさせるとスイッチ入ったのかHまで持ち込めた!それでも「絶対挿れないよ!」と拒む少女の隙をついて生ハメし、イカせまくって事故のフリして桃色マ○コに中出し（11月1日、こあらVR）
- ヤリマン数珠つなぎ 「あなたより極エロなヤリマン紹介してくれませんか?」 セフレの友達はエロいのか! 紹介してもらった【清楚系の黒髪ロリ美少女】と絶頂連発生ハメ【顔射】SEX!（12月11日、こあらVR）

2021年
- 乳首ポッチでマン濡れ状態! 美白スレンダー微乳Aカップロリ痴少女のパパ活（1月1日、CASANOVA）
- 普段は天使な妹が夜中に性欲が抑えられず逆夜這いしてきて…（3月24日、KMPVR-彩-）
- HQ 劇的超高画質 制服美少女 カフェで仕事中も痴女られまくり! 彼女は俺のチ●ポにドハマり中w（5月18日、ブイワンVR）
- HQ 劇的超高画質 クレーマー脅迫! 謝罪も虚しく恥辱SEX ズボン濡らしてごめんなさい! バイト娘が客への粗相にカラダを使って猛烈陳謝!（7月16日、ブイワンVR）
- 日焼け姪っ子姉妹VR 4（9月28日、TMA）

### 配信
- 夢梨（2020年11月27日、有限会社写楽企画）※「夢梨」名義
- はるか（2020年12月4日、令和素人伝説）※「はるか」名義
- 【しろうとハメ撮り】矢澤りさ/19歳/地下アイドルとPがファンには内緒でハメ撮り！（2021年1月14日、MOON FORCE）※矢澤りさ名義

### イメージDVD
- Risa しろりさの淡く甘い青春（2020年9月10日、REbecca）

## 出演

### テレビ
- 魚拓と成瀬のツキとスッポンぽん #312,#313（2020年8月23日,30日、パチ・スロ サイトセブンTV）[8]